# Montendre
Montendre és un municipi francès, situat al departament del Charente Marítim i a la regió de la Nova Aquitània. L'any 1999 tenia 3.117 habitants.

## Monuments
- Castell de Montendre

Es va construir al segle IX sobre les ruïnes d'una elevació. A la torre quadrada es troba actualment el Museu d'Arts i Tradicions Populars de Montendre

## Ciutats agermanades
- Onda (País Valencià)